# Rob Rackstraw
Robert Rackstraw (nascido em 31 de outubro de 1965), também conhecido como Rob Rackstraw, é um dublador britânico que trabalhou em vários filmes de animação, programas de televisão e videogames.

## Carreira
Rackstraw tem uma extensa carreira de dublagem britânica de mais de 20 anos. Ele dublou o vilão principal Pew em The Legends of Treasure Island, os personagens Voracious, Attila e Farmer Farmer em Foxbusters, os trens antropomórficos James e Donald nas versões britânica e americana de Thomas and Friends, Buster e George em The Koala Brothers, Professor em The Secret Show, as criaturas dos Mrs., Mr. Messy, Mr. Noisy, Mr. Fussy, Mr. Tickle e Mr. Happy na versão britânica de The Mr. Men Show, o pai em Dennis e Gnasher, o gato temerário pirata e aventureiro Kwazii em Octonautas, os irmãos Roger e Isambard em Lavender Castle e Capitão Campion em Watership Down.
Ele escreveu episódios de Avenger Penguins e Fantomcat .
Ele fez seu primeiro papel de dublador como Dave, o Policial, na série de animação em stop motion Truckers de 1992.
Ele forneceu vozes adicionais para as séries e programas de TV britânicos e de fora do Reino Unido como Realms of the Haunting, Dragon Quest VIII: Journey of the Cursed King, Know Your Baddies: Professor Professor's Lectures, Star Wars: The Old Republic, Star Wars: The Old Republic - Rise of the Hutt Cartel, Star Wars: The Old Republic - Knights of the Fallen Empire e Star Wars: The Old Republic - Knights of the Eternal Throne.
Ele dublou e interpretou os personagens ficcionais Garibald Tarwick, Meeren Slave e Crow no videogame de drama e aventura gráfica episódico de 2014 , Game of Thrones: A Telltale Games Series.
Ele dublou em seguida, os personagens ficcionais Taraba Ninja da série Shinobido: Way of the Ninja, Vadim Sokow em Anno 2070, o diretor Abbas Mokhtar no filme The Raven, Dan em Containment e Magical Duck em Sophia Grace & Rosie's Royal Adventure.
Ele dublou ainda os personagens Adam, Hector Laine e Shears no videogame de aventura de 2013 Broken Sword 5: The Serpent Curse.
Ele forneceu várias vozes de dublagem para Retribution, Venetica e Sherlock Holmes: The Devils Daughter .
Ele dublou um locutor e um Comensal da Morte no videogame de ação e aventura de duas partes de 2010, Harry Potter e as Relíquias da Morte - Parte 1, e forneceu vozes adicionais para alguns personagens em Harry Potter e as Relíquias da Morte - Parte 2. Ele também dublou o Snow Tubby, um dos protagonistas no reboot de 2015 da clássica série infantil britânica Teletubbies.
Ele interpretou e dublou logo depois, os personagens Finger Bob e Finger Pete em Zemanovaload e Rufus em Renart the Fox .
Ele dublou o ator John Steinbeck no documentário de 2014 I (Heart) Berlin.
Ele interpretou e dublou vários personagens como Savolla, Olaf, Salamandra Bandit, Salamandra Mage, Citizens e Knights no jogo de RPG de ação hack and slash de 2007 The Witcher, desenvolvido pela CD Projekt Red e publicado pela Atari. É baseado na série de romances de mesmo nome do autor polonês Andrzej Sapkowski .